# Jony López
Jonathan López Rodríguez (Oviedo, Asturias, España, 19 de abril de 1987), conocido como Jony López, es un exfutbolista español que jugaba como defensa.

## Trayectoria
Jugador producto de la Escuela de fútbol de Mareo, llegó a ser internacional en categoría juvenil. Debutó en Segunda División con el Real Sporting de Gijón el 10 de septiembre de 2006 en un partido disputado en El Molinón de Gijón que supuso la victoria por 1-0 ante la S. D. Ponferradina, con Manolo Preciado de entrenador, aunque ya en el año 2005 Ciriaco Cano lo había convocado con el primer equipo del Sporting. En la temporada de su debut llegó a intervenir en catorce partidos a pesar de pertenecer a la plantilla del Real Sporting de Gijón "B".
En la temporada 2008-09 jugó cedido en el F. C. Barcelona "B". Regresó al término de la campaña al filial del Sporting, equipo con el que disputó la temporada 2009-10. En agosto de 2010, su fichaje fue desestimado por el Real Murcia C. F. debido a una lesión cervical detectada durante el reconocimiento médico. En enero de 2011, fichó por el Candás C. F. tras varios meses sin encontrar equipo. Una lesión cervical lo obligó a abandonar el fútbol profesional.

## Clubes
| Club                       | País   | Año       |
| -------------------------- | ------ | --------- |
| Real Sporting de Gijón "B" | España | 2005-2007 |
| Real Sporting de Gijón     | España | 2007-2008 |
| F. C. Barcelona "B"        | España | 2008-2009 |
| Real Sporting de Gijón "B" | España | 2009-2010 |
| Candás C. F.               | España | 2011      |